# Володимирівка (Чорноморський район)
Володи́мирівка (до 1945 року — Бай-Кия́т; крим. Bay Qıyat) — село Євпаторійського району Автономної Республіки Крим. Розташоване на півночі району.

## Історія
Поблизу Володимирівки виявлено залишки скіфського городища.

## Уродженці
- Зампіра Асанова (1941—2015) — кримськотатарська активістка та правозахисниця.